# Йоганн Тобіас Маєр
Йоганн Тобіас Маєр (нім. Johann Tobias Mayer; 5 травня 1752 — 30 листопада 1830) — німецький фізик XVIII — XIX століття. У свій час він був добре відомий в основному завдяки своїм підручникам з математики та природничих наук. Його відомий підручник з фізики, написаний у 1801 році Anfangsgrunde der Naturlehre zum Behuf der Vorlesungen uber die Experimental-Physik (пер. з нім. «Початки натуральної філософії для лекцій з експериментальної фізики») став найбільш впливовим у німецькомовних країнах свого часу. Дослідження Маєра в галузях експериментальної фізики та астрономії видавалися у науковому журналі Annalen der Physik (пер. з нім. «Аннали фізики»).
Йоганна Маєра не слід плутати з його відомим батьком, астрономом Тобіасом Йоганном Маєром

## Життя
Маєр, що народився у Геттінгені, був першим сином у родині Марії та Тобіаса Маєрів. Його батько, відомий Геттінгенський професор географії, фізики та астрономії, помер у 1762 році, коли Іогану було лише 10 років. У 1769 році Меєр почав вивчати теологію та філософію у нещодавно створеному Геттінгенському університеті Георга-Августа під керівництвом Авраама Кестнера та пізніше Георга Ліхтенберга. Після закінчення навчання у 1773, працював лектором з математики та як астроном. 17 лютого 1779 року Меєр був запрошений до університету Альтдорфа, де в подальшому працював з 1780 по 1786 роки. Після цього, через своє невдоволення сумами гонорару, він почав викладати математику та фізику у університеті Ерлангена — Нюрнберга. Після смерті Ліхтенберга, у 1799 році, Маєр зайняв його посаду в Геттінгені.
Серед його студентів був Енно Хірен Дірксен, який після отримання у 1820 році ступіня доктора, навчав Карла Густава Якобі. У Маєра з дружиною, Іоанною, було п'ятеро дітей. Він помер у листопаді 1830 року в Геттінгені, перебуваючи на той час вже 50-й рік у званні професора.

## Діяльність
Важко охопити ввесь творчий доробок Маєра. У цілому, можна сказати що пам'ять про нього залишилась переважно завдяки його блискучим підручникам, а не науковим відкриттям. У цьому полягає його важливий історичний внесок як педагога.
Серед наукових результатів Маєра можна відмітити, наприклад, виведення формули атмосферної рефракції, що була відкрита раніше його батьком без доведення.
На основі широких експериментів, які він виконав в основному перебуваючи в Ерлангені. Маєр у 1791 році оприлюднив статтю «Ueber die Gesetze und Modificationen des Warmestoffs» (пер. з нім. «Закони перетворення тепла у речовині»). У ній він виступив проти теорії флогістону та підтримав ідеї Лавуазьє, що дало потужний поштовх для їхнього широкого розповсюдження на теренах Німеччини.
Крім того, у своєму підручнику 1801 року, Маєр виклав теорію кольору та магнітну теорію. У наукових газетах публікувалося багато здійснених ним астрономічних спостережень.